# Kel-Tec SUB-2000
A SUB-2000 é uma carabina com calibre de pistola fabricada pela Kel-Tec CNC Industries de Cocoa, Flórida, nos Estados Unidos. O fuzil é uma arma de fogo semiautomática operada por recuo de gases com sua mola de operação localizada na coronha tubular.
A arma é alimentada a partir de um carregador localizado no punho, usando carregadores projetados para modelos populares de armas de porte de vários outros fabricantes, e é uma carabina barata. A característica distintiva deste fuzil é que ele se dobra ao meio, para armazenamento e transporte, e seu perfil fino em comparação com outros fuzis.

## Projeto
Está disponível em duas versões com câmara para cartuchos de calibre 9 mm ou .40 S&W. Foi projetado por George Kellgren, um projetista sueco-americano que também projetou muitas armas de fogo das marcas Husqvarna (na Suécia), Grendel e Intratec anteriores, incluindo a famosa pistola TEC-9.
O receptor é feito de Zytel reforçado com vidro modificado por impacto. A extremidade frontal abriga um bloco de dobradiça segurando o cano e a alça de mira. Este bloco é travado com segurança no lugar por um guarda-mato giratório. O receptor se conecta rigidamente à coronha por vários terminais. A parte inferior do receptor forma o punho da pistola, aceitando também diferentes carregadores de acordo com a versão especificada. O receptor também abriga o mecanismo de disparo. O cano de aço de material bélico 4130 tem um colar de mola para garantir um bloqueio preciso entre o receptor e a telha de polímero e a massa de mira totalmente ajustável. A telha também integrou a capacidade de abrigar baterias e/ou outros pequenos dispositivos. A coronha de aço tubular contém o ferrolho e é finalizada pela coronha de polímero. O pesado ferrolho de aço de duas peças segura o percussor, o extrator e tem a alça de operação na parte inferior. Uma mola de recuo de guia cativa com amortecedor aciona o ferrolho. O mecanismo de disparo é do tipo convencional de ação única. Possui um seccionador positivo, um parafuso de segurança que bloqueia a trava e desengata a barra do gatilho. O ejetor de aço endurecido é interno. Este projeto, com seu ferrolho de longo curso, permite marginais de funcionamento muito grandes.
O projeto básico do SUB-2000 é implementado em um desenho dobrável bastante incomum que se dobra para armazenamento na metade de seu comprimento estendido total. A dobragem é realizada puxando para baixo o guarda-mato e girando o conjunto do cano para trás sobre o topo do fuzil. Uma trava na coronha prende-se ao compartimento da massa de mira e a arma pode ser travada com uma chave na posição dobrada para maior segurança. A arma não pode ser disparada quando dobrada.

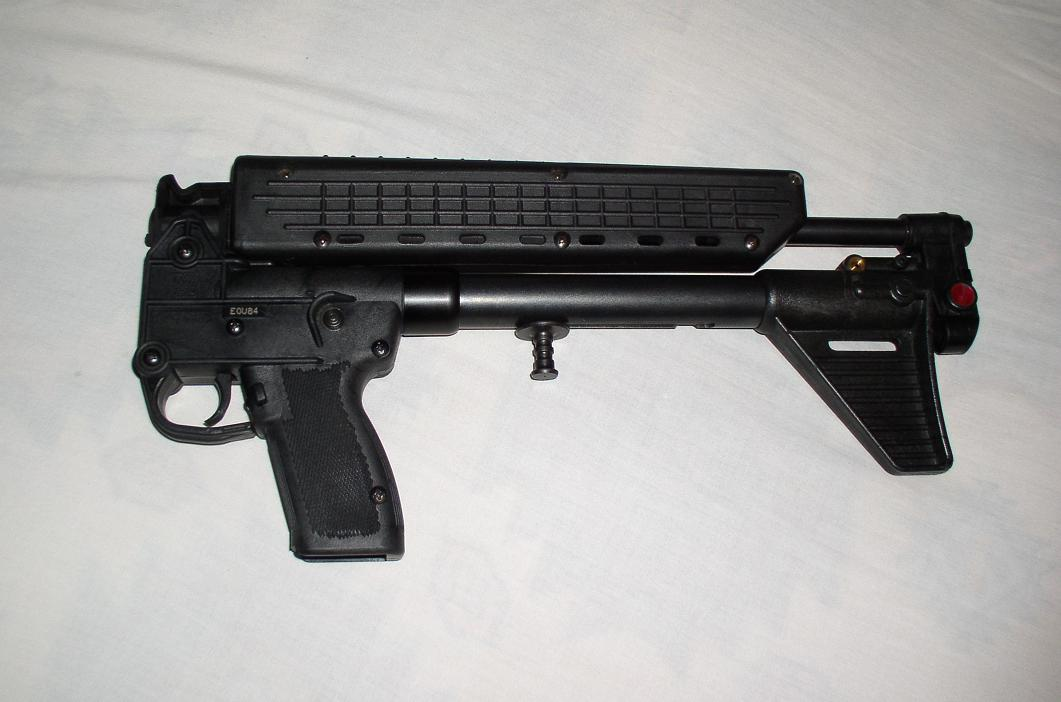
SUB-2000 em sua configuração dobrada.

## Variantes
Os modelos estão disponíveis usando uma variedade de carregadores de pistola semiautomática em 9x19mm Parabellum e .40 S&W.

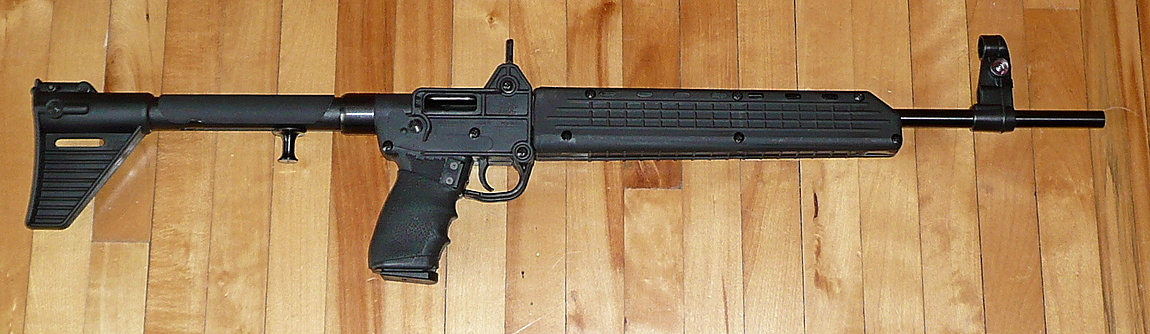
Kel-Tec SUB-2000 (Gen 1) versão canadense com cano de 18,5 polegadas (47cm).

| 9×19mm: - Glock 17 - Glock 19 - Smith & Wesson Model 59 - Beretta 92 - SIG Sauer P226 | .40 S&W: - Glock 22 - Glock 23 - Smith & Wesson Model 4006 - Beretta 96 - SIG Sauer P226 |